# Ип, Нэнси
Нэнси Ип или Ип Юкъю или Е Юйжу (иер. трад. 葉 玉如, упр. 叶 玉如, ютпхин: Jip6 Juk6jyu4, пиньинь: Yè Yùrú, англ. Nancy Ip; род. 30 июля 1955 года в Британском Гонконге) — китайский (гонконгский) молекулярный нейробиолог и фармаколог, вице-президент Гонконгского университета науки и технологии и член Китайской академии наук.

## Биография и карьера
Родилась в Британском Гонконге в семье родом из уезда Тайшань провинции Гуандун, младшая из 6 детей в семье. После окончания школы уехала получать высшее образование в США.
Окончила Колледж Симмонса в 1977 году, получив степени бакалавра в химии и биологии, после чего провела исследования и защитила в 1983 году диссертацию на докторскую степень в фармакологии на медицинском факультете Гарвардского университета.
После получения учёной степени работала в США как старший исследователь в фармацевтической компании Regeneron.
Вернувшись в Гонконг, к 1993 году стала профессором Гонконгского университета науки и технологии. В настоящее время является там деканом по науке, профессором по наукам о жизни и директором лаборатории молекулярной нейробиологии. В 2016 году была назначена вице-президентом университета по науке и студенческим исследованиям.
В 2001 году была избрана членом Китайской академии наук.
Основные направления научной работы Нэнси Ип относятся к молекулярным механизмам развития и функционированию нервной системы и мозга, а также разработке лекарств для лечения нейродегенеративных заболеваний, в частности, болезни Альцгеймера. Результаты исследований Ип опубликованы в более чем 260 статьях и защищены более чем 40 патентами.
Замужем, имеет дочь и сына.

## Членство в научных обществах
- 2001 — Член Китайской академии наук[3]
- 2004 — Член Всемирной академии наук[8]
- 2015 — Член-основатель Гонконгской академии наук[кит.][9]
- 2015 — Иностранный член Национальной академии наук США[10]
- 2016 — Почётный иностранный член Американской академии искусств и наук[11]

## Награды и почётные звания
- 2003 — Государственная премии Китая по естественным наукам[12]
- 2004 — Премия Л’Ореаль — ЮНЕСКО «Для женщин в науке»[2][13].
- 2008 — Премия за научно-технологический прогресс от Фонда Хо-Люна-Хо-Ли[англ.][14]
- 2008 — Медаль Почёта (Гонконг)[англ.][15]
- 2011 — Государственная премии Китая по естественным наукам[16]
- 2011 — Кавалер ордена «За заслуги» (Франция)[17]
- 2014 — Почетное звание Justice of Peace от правительства САР Гонконг[18]